# 완전 가상화

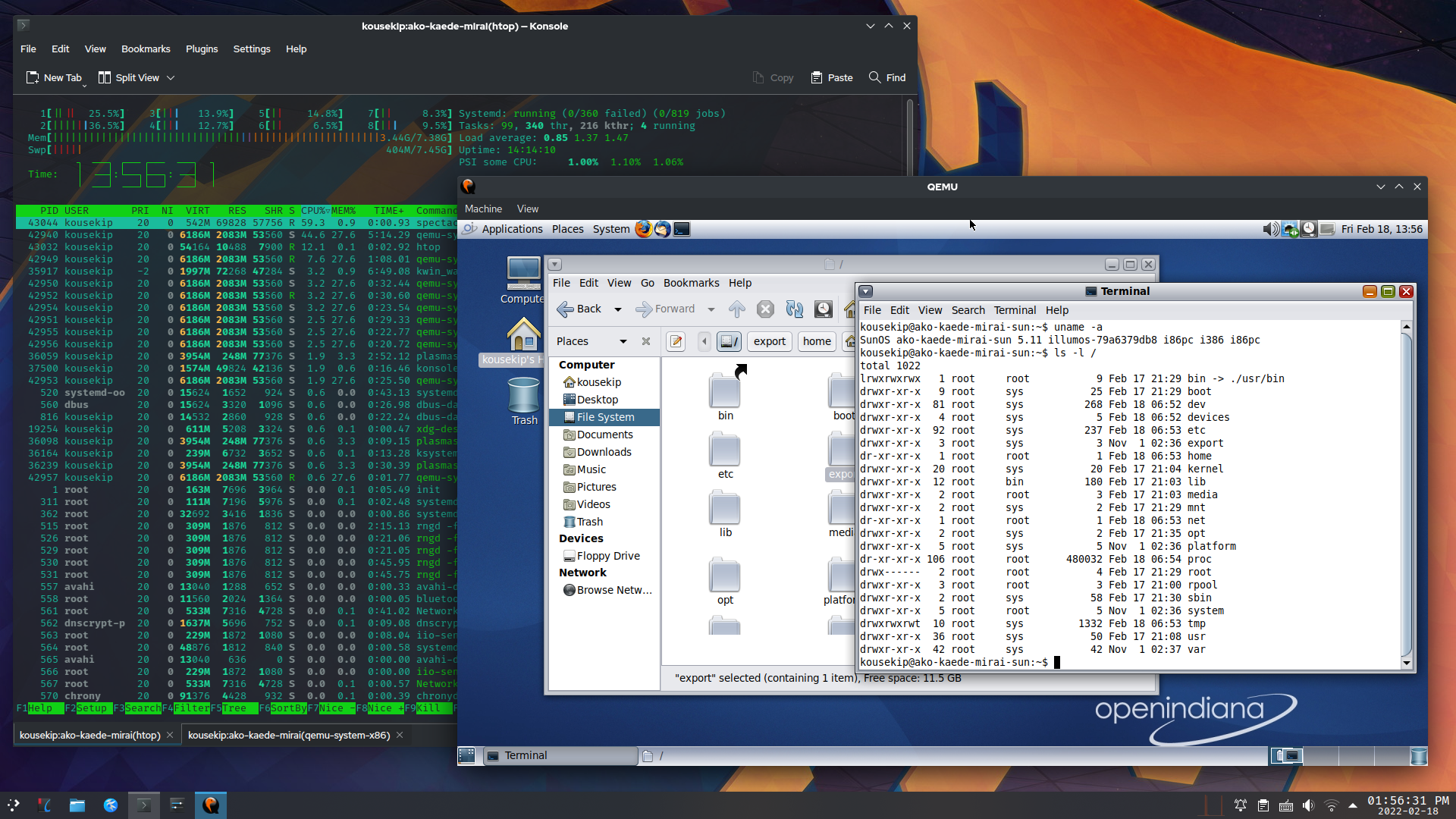
가상화 환경의 스크린샷

완전 가상화(完全 假想化)는 특정한 종류의 가상 머신 환경을 제공하는 데 쓰이는 가상화 기술로, 기반 하드웨어를 완전하게 시뮬레이트하는 것을 가리킨다. 이는 가상화 기술의 한 갈래로, 이 밖에도 반가상화(paravirtualization)가 있다.
반가상화는 게스트의 소프트웨어가 적절히 수정되어야 하며, 이를 포팅한다고 할 수 있다. 반면 완전 가상화는 CPU 혹은 시스템 전체를 완전히 가상화함으로써 운영 체제나 하이퍼바이저를 포함한 전체 소프트웨어를 '수정 없이' 가상머신 안에서 실행할 수 있도록 하는 기술이다. VMWare 워크스테이션과 같은 기술이 대표적이며, 최근에는 하드웨어를 이용한 방식들이 도입되고 있다.

## 같이 보기
- 가상화
- 반가상화